# 南平市站至建阳西区生态城线
南平市站至建阳西区生态城线，全称武夷新区旅游观光轨道交通南平市站至建阳西区生态城线，又称武夷有轨电车2号线，线路北起南平市高铁站与1号线相连，南至建阳西区的有轨电车建阳站，当局称此举有助于“拉大武夷新区的整体城市构架，实现武夷山、建阳区和武夷新区的同城化、立体化的交通架构”。设8座车站，目前尚属初步设计阶段。